# Rime
Rime (tyb.: རིས་མེད་, Wylie: ris med, ZWPY: Rimê; etymologicznie ris – granica, podział, med – bez, pozbawiony) to „ekumeniczny” ruch, który został zapoczątkowany w XIX wieku w Tybecie przez kilku wielkich mistrzów medytacji z trzech starszych szkół buddyzmu tybetańskiego: Sakja, Ningma i Kagyu.
Celem ruchu było zachowanie buddyjskich nauk ze wszystkich linii przekazu dla późniejszych pokoleń (niektórym liniom jak np. Szangpa Kagyu groził wówczas zanik), a także przybliżenie do siebie praktykujących z różnych szkół, nie tylko buddyjskich, ale również Bön. Przedstawiciele Rime pragnęli w duchu bezstronności ustanowić i kultywować dialog pomiędzy różnymi tradycjami, mając na względzie nie tylko ich podobieństwa, ale też różnice.
Wbrew temu, co się niekiedy sądzi o Rime, nie przyświecała mu idea zjednoczenia wszystkich tybetańskich szkół w jedną, nie chodziło również o sporządzenie mieszanki wszelkich nauk i medytacji z różnych linii przekazu. Jak zauważył Ringu Tulku, znawca zagadnień związanych z tym ruchem:
W Rime nie chodzi o to, aby koncentrować się na podobieństwach przeróżnych szkół i mieszać je ze sobą. Zasadniczo chodzi o to, aby uznać istniejące różnice i docenić ważność tej różnorodności dla pożytku praktykujących o odmiennych potrzebach.
Z kolei Dziamjang Czientse Łangpo, jeden z inicjatorów Rime, powiedział:
Jeśli podążamy za tradycją naszej linii i studiujemy głęboko naszą linię mistrzów, nie potrzebujemy czuć się sekciarzami. Jednakże jeśli pogmatwamy terminy i systemy różnych tradycji lub jeśli próbujemy wprowadzać ścieżki z innych systemów, ponieważ nie zrozumieliśmy dogłębnie naszej własnej tradycji, z pewnością uczynimy nasze umysły pogmatwane jak przędza złej tkaczki. Nieumiejętność wytłumaczenia nauk naszej własnej tradycji wypływa z ignorancji i niedouczenia. Jeśli to się wydarza tracimy zaufanie do własnej tradycji.
Rime stanowiło dla tybetańskich buddystów niejako wspólny, neutralny grunt, na którym prowadzono dialog pomiędzy poszczególnymi tradycjami. Dzięki temu każdy mistrz mógł zaproponować swojemu uczniowi dokładnie takie nauki, jakie były dla jego rozwoju najlepsze, niezależnie od tego z jakiej linii przekazu pochodziły.

## Tło historyczne
Obok trzech starszych szkół buddyjskich Sakja, Ningma, Kagyu (określanych też mianem Czerwonych Czapek) oraz rodzimej szamanistycznej tradycji Bön, działała w Tybecie szkoła Gelug założona w XIV wieku przez Tsongkhapę (nazywana również Żółtymi Czapkami). Chociaż była ona najmłodszą ze wszystkich tradycji buddyzmu tybetańskiego, nie przeszkodziło to jej w szybkim ustanowieniu długotrwałej instytucjonalnej i doktrynalnej hegemonii w Tybecie. W XVI wieku Gelugpowie, dzięki ściśle scentralizowanej strukturze swojej szkoły oraz wsparciu mongolskich chanów, zdominowali życie polityczne kraju, a mnisi tego odłamu buddyzmu zaczęli dzierżyć wysokie państwowe stanowiska. Cieszący się wśród Gelugpów najwyższym autorytetem Dalajlamowie aż do 1950 roku sprawowali funkcję władców Tybetu.
Pozycja Gelugpów była na tyle silna, że próbowali narzucić pozostałym szkołom swoją doktrynę filozoficzną zwaną „Pustką Własnej Natury” (skt. Prasangika-Madhyamaka, tyb. Rangtong). Usiłowali również podporządkować sobie administracyjnie klasztory pozostałych szkół. Plany te udało się w pełni zrealizować Gelugpom względem szkoły Dzionang, której mienie zostało w XVII wieku skonfiskowane, a przekazywana przez Dżonangpów doktryna „Pustki Innego” (skt. Yogacara-Madhyamaka, tyb. Szentong) została okrzyknięta herezją, co spowodowało zakaz rozpowszechniania tych nauk.
Jednak dominacja Gelugpów nie objęła całego Tybetu. We wschodnich prowincjach, przy granicy z Chinami istniały małe tybetańskie państewka niezależne od centralnego rządu Dalajlamy w Lhasie. W państewkach tych panowały lokalne dynastie, a ich władcy życzliwym okiem spoglądali na duchową różnorodność buddyjskich szkół. Dzięki ich protekcji udało się doktrynie „Pustki Innego” przetrwać przez kilka stuleci pomimo oficjalnego rządowego zakazu.
Szczególną uwagę zwracał okręg Derge w prowincji Kham. Właśnie w tej oazie tolerancji, z dala od wpływów Gelugpy działali najbardziej znamienici mistrzowie, którzy zainicjowali ruch Rime.

### Inicjatorzy ruchu Rime
Dziamjang Czientse Łangpo (1820–1892) – tradycja Sakja
Dziamgon Kongtrul Lodro Thaje (1813–1899) – tradycja Kagyu
Patrul Rinpocze (1808–1887) – tradycja Ningma
Czogjur Deczen Lingpa (1829–1870) – tradycja Ningma
Mipham Dziamjang Gjatso (1846–1912) – tradycja Ningma

## Rime dzisiaj
Obecna sytuacja Tybetu jest całkiem różna od tej historycznej sprzed inwazji i przejęcia kraju do terytorium Chin. Dzisiaj jednym, jeżeli nie największym,  z przedstawicieli ruchu Rime jest XIV Dalajlama, który jest przedstawicielem  i najwyższym reinkarnowanym lamą (tyb. tulku) ze szkoły Gelug. Dawna przytoczona wyżej sytuacja, gdzie jakieś klasztory z różnych tradycji konkurowały ze sobą jest niewłaściwa, a co więcej nawet dziś niemożliwa. Można także zauważyć, że nawet sam ruch Rime, ponieważ sytuacja się całkiem zmieniła, może być wykorzystywany pod wpływem niewłaściwych pobudek, np. uprzedzeń. Jednak nawet dzisiaj istnieją wyjątki. Przykładem jest powstanie i działalność sekciarskiego ruchu nazwanego jako Tradycja Nowej Kadampy, która propaguje kult Shugden potępiający praktykę innych tradycji, a szczególnie nauki Ningma. W Chinach natomiast utrzymuje się teraz tradycje buddyjskie pod wpływem pobudek politycznych. Przykładem jest wybranie następcy Panczenlamy na przywódcę Buddyzmu, który jednak nie był rozpoznany przez Tybetańczyków jako reinkarnowany lama, tyb. tulku, a prawdziwie wybrany przez Tybetańczyków i rozpoznany m.in. przez Dalajlamę Panczenlama został porwany i uwięziony, a jego los nie jest do dzisiaj znany.